# NGC 1786
NGC 1786 is een bolvormige sterrenhoop in het sterrenbeeld Goudvis. Het hemelobject werd op 26 november 1834 ontdekt door de Britse astronoom John Herschel.

## Synoniemen
- ESO 56-SC39